# یاگودینا

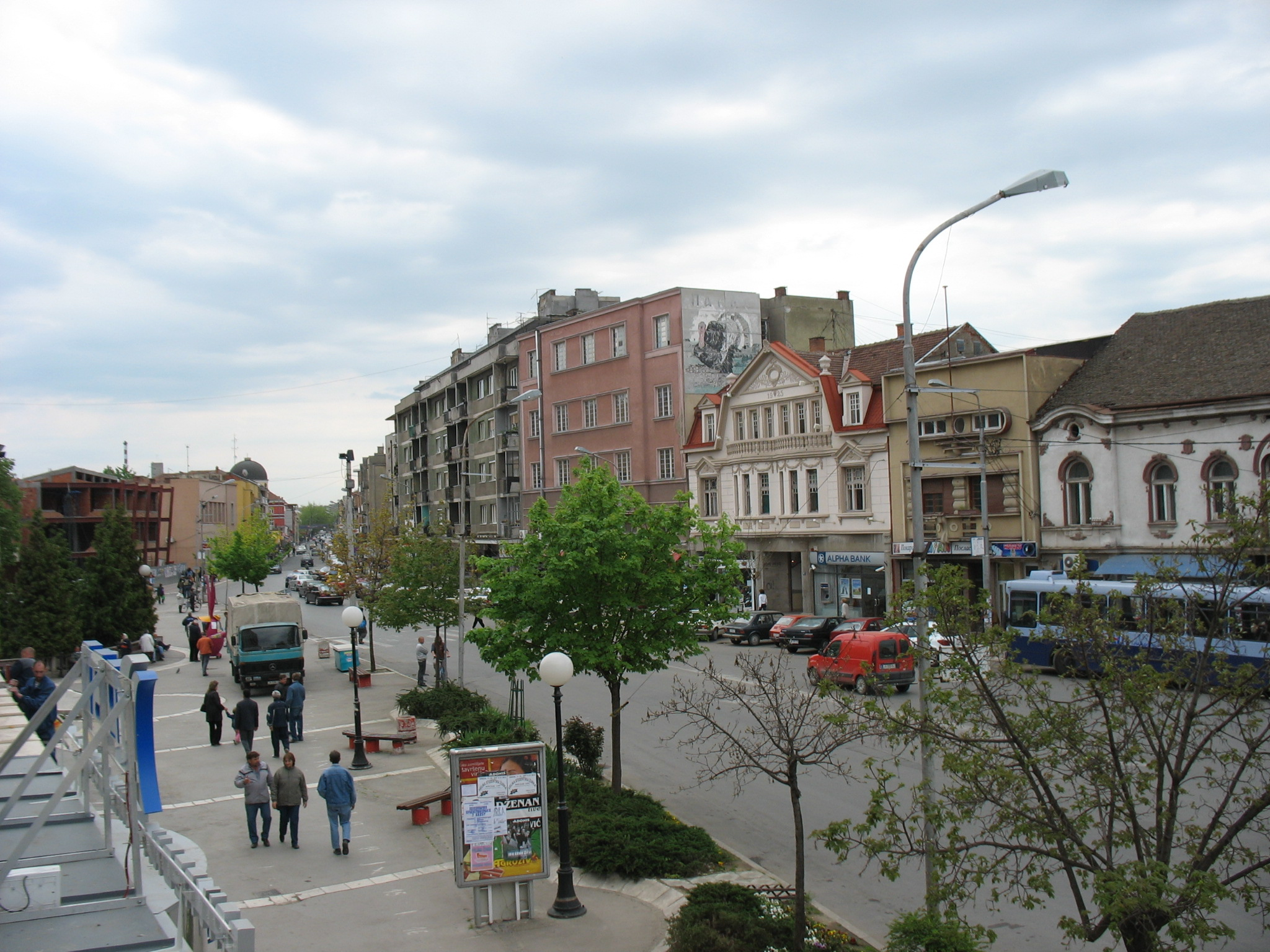
نمایی از یاگودینا شهری در استان زنتراصربین، صربستان - ۲۰۰۷

یاگودینا (به صربی: Јагодина) شهری در استان زنتراصربین کشور صربستان است که جمعیت آن در سال ۲۰۰۶ میلادی ۳۳٫۴۵۸ نفر بوده‌است.